# Dorosoma petenense
Dorosoma petenense är en fiskart som först beskrevs av Günther, 1867.  Dorosoma petenense ingår i släktet Dorosoma och familjen sillfiskar. Inga underarter finns listade i Catalogue of Life.